# Karol Korytowski
Karol Walerian Franciszek Korytowski, ps. Karol Mora (ur. 28 stycznia 1892 w Krakowie, zm. 11 października 1966 w Londynie) – polski kontradmirał i morski oficer pokładowy okrętów nawodnych. Podczas I wojny światowej służył na jednostkach pływających w Austro-Węgrzech. Następnie wstąpił do odrodzonej polskiej Marynarki Wojennej, w której był m.in. dowódcą ORP „Komendant Piłsudski”, szefem sztabu Dowództwa Floty i szefem sztabu Kierownictwa Marynarki Wojennej. W trakcie II wojny światowej zajmował stanowisko zastępcy szefa Kierownictwa Marynarki Wojennej.

## Życiorys

### Służba wojskowa w Austro-Węgrzech
Karol Walerian Franciszek Korytowski urodził się 28 stycznia 1892 w Krakowie, w zaborze austriackim. Był synem Adama i Walentyny z Kryńskich. W 1913 ukończył Szkołę Aspirantów Morskich, a w 1914 Szkołę Kadetów Morskich i otrzymał stopień wojskowy podporucznika marynarki. Odbył również kursy: oficerów broni torpedowej oraz oficerów artylerii morskiej. Był absolwentem Akademii Marynarki Wojennej w Fiume i jednym z twórców polskiej Marynarki Wojennej po 1918 (jego nazwisko zostało wymienione na tablicy pamiątkowej, ustanowionej w 2010 w siedzibie Dowództwa Marynarki Wojennej RP).
Podczas I wojny światowej dosłużył się stopnia kapitana marynarki na okrętach Kaiserliche und Königliche Kriegsmarine (Marynarki Wojennej Austro-Węgier). Pływał jako oficer broni torpedowej na torpedowcach, a następnie na pancerniku „Prinz Eugen”.

### Służba wojskowa w Polsce
Pod koniec 1918 wstąpił we Włoszech do Wojska Polskiego i przez Francję dotarł w 1919 do kraju. Został zweryfikowany jako kapitan marynarki w Korpusie Morskim i przydzielony do Wydziału Organizacyjnego Sekcji Marynarki Ministerstwa Spraw Wojskowych w Warszawie. W trakcie wojny polsko-bolszewickiej w 1920 otrzymał przydział na front i objął funkcję szefa Sztabu Odcinka „Zegrze-Dębe”, którym dowodził szef Sekcji Marynarki kadm. Kazimierz Porębski. Po awansie na majora marynarki, pod koniec 1920 wyjechał do Finlandii, przejął kanonierkę ORP Komendant Piłsudski i został jej pierwszym dowódcą. Gdy w 1921 nastąpiła zmiana stopni wojskowych, przemianowano go na komandora podporucznika. Od 1921 do 1925 był pierwszym komendantem Szkoły Marynarzy Specjalistów w Świeciu (przemianowanej w międzyczasie na Szkołę Specjalistów Morskich). W związku z powrotem z rezerwy komandora porucznika Józefa Unruga i objęciem przez niego dowodzenia Flotą i Obszarem Nadmorskim, został szefem sztabu Dowództwa Floty w Gdyni, po skonfliktowanym z kmdrem por. Unrugiem kmdrze por. Edwardzie Sadowskim. W 1929 r. rozpoczął pracę redaktora naczelnego „Przeglądu Morskiego" i na tym stanowisku awansował w 1930 do stopnia komandora porucznika. Wykładał także na kursach aplikacyjnych dla oficerów w Szkole Podchorążych Marynarki Wojennej.
Według innych źródeł od 23 maja 1929 do 8 kwietnia 1933 był komendantem Szkoły Podchorążych Marynarki Wojennej w Toruniu.
W latach 1933–1939 był szefem sztabu Kierownictwa Marynarki Wojennej w Warszawie. W 1936 otrzymał awans na komandora. Pełnił również obowiązki prezesa Okręgu Marynarki Wojennej Związku Wojskowych Klubów Sportowych oraz wiceprezesa Zarządu Głównego Ligi Morskiej i Kolonialnej. W połowie 1939 uczestniczył w rozmowach na temat wysłania niszczycieli do Wielkiej Brytanii („Plan Peking”). Był najprawdopodobniej jednym z autorów dokumentu „Sześcioletni program rozbudowy floty”.
Podczas kampanii wrześniowej udał się z grupą ewakuacyjną do Pińska. Następnie przez Bukareszt przedostał się do Paryża, gdzie w odtworzonym Kierownictwie Marynarki Wojennej objął posadę zastępcy szefa. W trakcie zajmowania Francji przez Wehrmacht kierował ewakuacją Wojska Polskiego do Wielkiej Brytanii, po czym przybył do Londynu. W 1941 gen. broni Władysław Sikorski odwołał szefa Kierownictwa Marynarki Wojennej wadm. Jerzego Świrskiego i jego zastępcę komandora Karola Korytowskiego. Powodem tych dymisji był sposób prowadzenia polityki kadrowej i uposażeniowej w Marynarce Wojennej, a bezpośrednią przyczyną stała się samobójcza śmierć dowódcy ORP „Wilk” i grupy okrętów podwodnych kmdra ppor. Bogusława Krawczyka. Na miejsce wadm. Świrskiego powołano kmdra Tadeusza Morgensterna-Podjazda, ale ostatecznie objął on funkcję po kmdrze Korytowskim. Wadm. Świrski pozostał na stanowisku, gdyż brytyjska Admiralicja nie widziała nikogo, kto mógłby go zastąpić, a kmdra Korytowskiego przeniesiono na delegata do Biura Prac Ekonomicznych, Politycznych i Prawnych. W związku ze źle układającą się współpracą pomiędzy wadm. Świrskim i kmdrem Morgensternem-Podjazdem w 1942 na stanowisko zastępcy szefa Kierownictwa Marynarki Wojennej powrócił kmdr Korytowski. W 1945 awansował na kontradmirała i został II zastępcą szefa Kierownictwa Marynarki Wojennej, a I zastępcą szefa został przybyły z niewoli kadm. Unrug.
Po rozwiązaniu Polskich Sił Zbrojnych na Zachodzie nie powrócił do kraju. Początkowo był szefem Sekcji Morskiej Polskiego Korpusu Przysposobienia i Rozmieszczenia, a następnie dyrektorem Instytutu Morskiego w Londynie.
Wykorzystując własne oszczędności kupił dom na wynajem, pełniąc w nim rolę administratora i stróża, co pozwalało mu na uzyskanie środków utrzymania).
Zmarł 11 października 1966 w Londynie i został pochowany na Cmentarzu Gunnersbury. Pod pseudonimem Karol Mora opublikował szereg artykułów w „Przeglądzie Morskim”, „Morzu” i „Polsce Walczącej”.

## Ordery i odznaczenia
- Krzyż Komandorski z Gwiazdą Orderu Odrodzenia Polski
- Krzyż Niepodległości (9 listopada 1933)[5]
- Krzyż Oficerski Orderu Odrodzenia Polski
- Krzyż Kawalerski Orderu Odrodzenia Polski (9 listopada 1931)[6]
- Srebrny Krzyż Zasługi (2 marca 1925)[7][8]
- Medal Pamiątkowy za Wojnę 1918–1921[8]
- Medal Dziesięciolecia Odzyskanej Niepodległości[8]
- Komandor Orderu Sławy (Tunezja)[8]
- Komandor Orderu Wazów (Szwecja)[8]
- Kawaler Orderu Legii Honorowej (Francja)[8]
- Kawaler Orderu Imperium Brytyjskiego (Wielka Brytania)